# 海克森山
47°01′16″N 10°28′08″E / 47.02111°N 10.46889°E

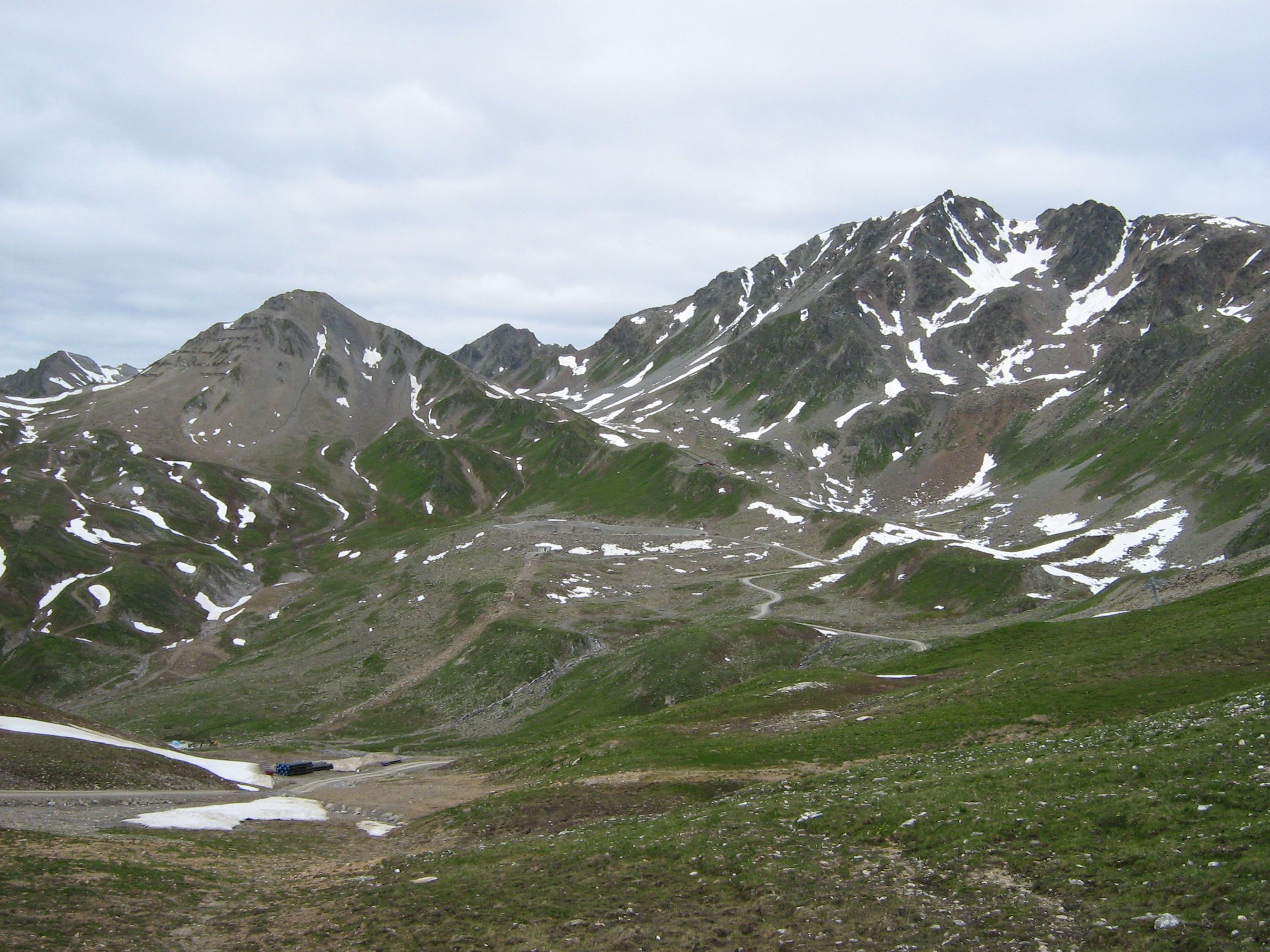

海克森山（德語：Hexenkopf），是奧地利的山峰，位於該國西南部，由蒂羅爾州負責管轄，屬於薩姆瑙恩阿爾卑斯山脈的一部分，海拔高度3,035米，每年平均降雨量1,357毫米。